# Mary Wells (réalisatrice)
Pour les articles homonymes, voir Mary Wells.
Mary Wells est une scénariste et réalisatrice originaire de Kingston, Jamaïque. Son court documentaire réalisé en 1999 Now Jimmy! est récipiendaire du prix Outstanding Documentary du Sheryl Lee Ralph Jamerican Film & Music Festival basé à Montego Bay. Ce documentaire a par la suite été projeté au Toronto International Film Festival en 2002 en plus d'être choisi par l'UNESCO pour faire partie d'une sélection de films internationaux à être projetés par la nouvelle chaîne Radio-TV Afghanistan.

## Biographie
Née en Jamaïque, Wells émigre avec ses parents aux États-Unis alors qu'elle est encore adolescente. Elle y entreprend des études en production télévisuelle et art du théâtre et complète un baccalauréat à l'université George Washington à Washington D.C. en arts libéraux. Elle s'y établit pour dix ans,. Mary Wells travaillera pendant vingt ans sur différents projets télévisuels et cinématiques aux États-Unis avant de retourner en Jamaïque.

## Filmographie
- 1999 : Now Jimmy! .

Le film aborde les questions relatives aux droits fonciers du point de vue de Jimmy, un homme jamaïcain sans domicile fixe. Celui-ci a construit sa propre maison sur une terre qui ne lui appartient pas,,.
- 2007 : Landscape in Pastel -script-

Son premier scénario pour un long-métrage est arrivé en deuxième place dans la compétition Hartley Merrill International Screenwriting Prize. Le script raconte l'histoire d'un groupe d'individus tenant en otage un fermier (anciens associés)  lors d'une tentative d'envoi de drogues à l'extérieur du pays,,.
- 2008 : Art for Social Change (2007 ou 2008).

Documentaire de 30 minutes qui présente la vie d'un jeune citadin de Kingston qui voit sa vie changer après l'écoute d'un film et décide d'entreprendre des démarches pour établir une projection dans son quartier,,.
- 2013 : Kingston Paradise

Le film a été présenté en première au CarribeanTales Toronto Film Showcase,. Récipiendaire de deux prix en 2014, le Best Film by an African Filmmaker in Diaspora du African Movie Academy Awards et le Festival Programmers' Award du Los Angeles Pan African Film Festival, le long-métrage est un film policier présentant l'histoire d'un homme prostitué dont la vie vire au chaos lorsqu'il tente de voler une voiture,.